# 馬力船

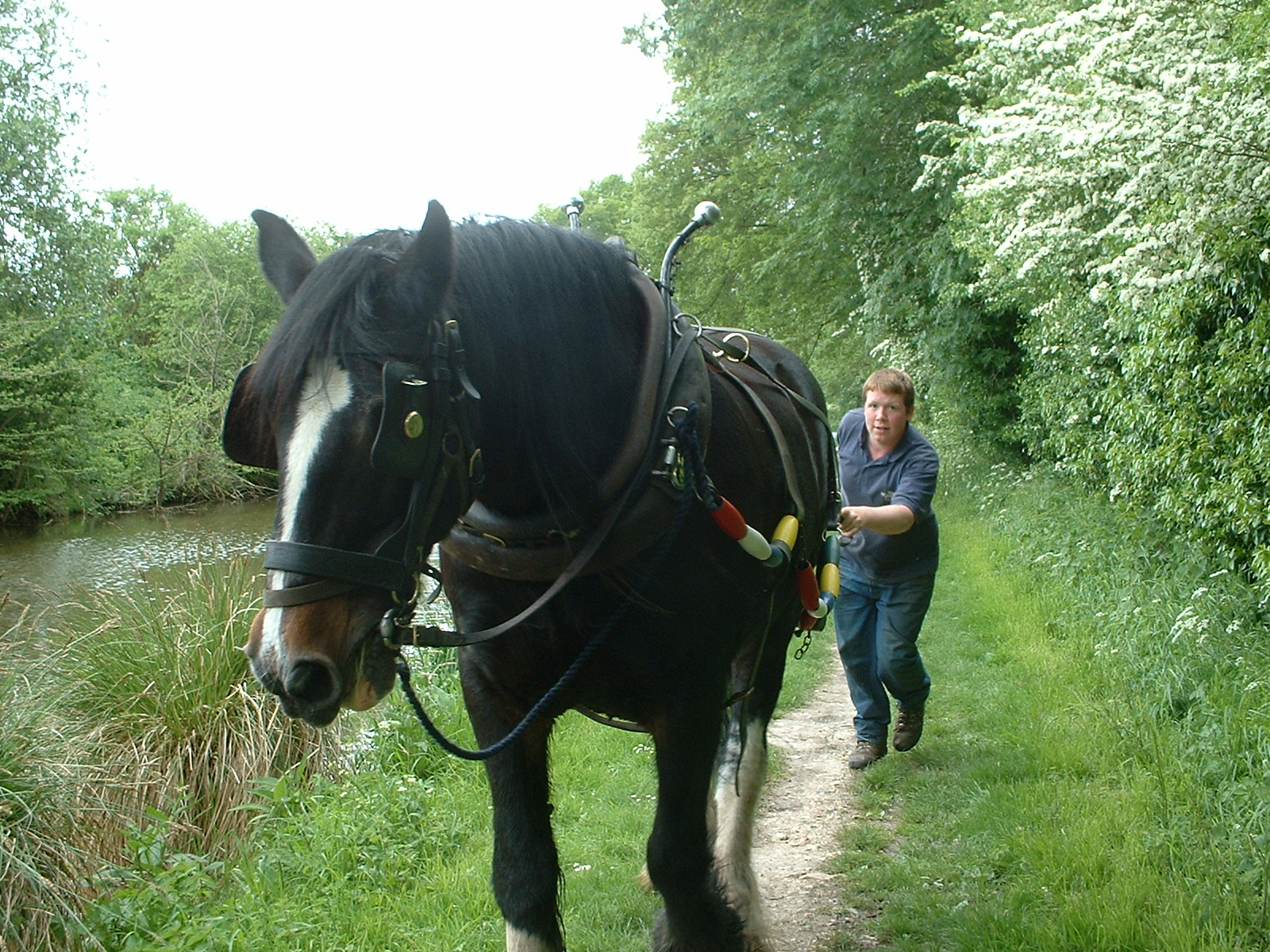
ケネトエイボン運河のトウパスで曵く馬

馬力船（ばりきせん）、牽引船、馬船は歴史的な船である。運河に沿って特に造られた曳舟道（トウパス）を歩く馬によって牽引される。
1630年頃から1850年頃まで、特に西洋では公共輸送機関や貨物輸送として用いられた。馬船は商業的には1960年代までよく用いられ、今でも旅客船や観光船に用いられる。

## 参考項目
- フラットボート
- ナロウボート
- 曳舟道
- オランダの馬船